# Javichus monilis
Javichus monilis är en mångfotingart som beskrevs av Chamberlin 1945. Javichus monilis ingår i släktet Javichus och familjen Glyphiulidae. Inga underarter finns listade i Catalogue of Life.